# Comuna Tounj, Karlovac
Tounj este o comună în cantonul Karlovac, Croația, având o populație de 1.150 de locuitori (2011).

## Demografie
Componența etnică a comunei Tounj
     Croați (98%)
     Sârbi (1,74%)
     Necunoscut (0,09%)
     Neclasificat (0,17%)
Componența confesională a comunei Tounj
     Catolici (96,43%)
     Ortodocși (2%)
     Fără religie și atei (1,13%)
     Necunoscută (0,17%)
     Alte religii (0,26%)
Conform recensământului din 2011, comuna Tounj avea 1.150 de locuitori. Din punct de vedere etnic, majoritatea locuitorilor (98,0%) erau croați, cu o minoritate de sârbi (1,74%). Apartenența etnică nu este cunoscută în cazul a 0,09% din locuitori. Din punct de vedere confesional, majoritatea locuitorilor (96,43%) erau catolici, existând și minorități de ortodocși (2,0%) și persoane fără religie și atei (1,13%). Pentru 0,17% din locuitori nu este cunoscută apartenența confesională.